# Нитрат циркония(IV)
Нитрат циркония(IV) — неорганическое соединение, соль металла циркония и азотной кислоты с формулой Zr(NO3)4, бесцветные кристаллы, сильно гидролизуется в воде, образует кристаллогидрат.

## Получение
- Кристаллогидрат получают концентрированием в вакууме раствора ортоциркониевой кислоты или дигидроксид-оксида циркония в концентрированной азотной кислоте:

{\displaystyle {\mathsf {H_{4}ZrO_{4}+4HNO_{3}\ {\xrightarrow {15^{o}C}}\ Zr(NO_{3})_{4}+4H_{2}O}}}
- Безводную соль получают реакцией хлорида циркония(IV) и оксида азота(V):

{\displaystyle {\mathsf {ZrCl_{4}+4N_{2}O_{5}\ {\xrightarrow {}}\ Zr(NO_{3})_{4}+4NO_{2}Cl}}}

## Физические свойства
Нитрат циркония(IV) образует бесцветные гигроскопические кристаллы состава
Zr(NO3)4 · 5H2O.

## Химические свойства
- При растворении в воде образует тетранитратоксоциркониевую кислоту H2[ZrO(NO3)4] · 4H2O для которой известны соли K2[ZrO(NO3)4] · 4H2O.

- В разбавленных растворах гидролизуется, образуя оксо- и гидроксосоли ZrO(NO3)2, Zr2O3(NO3)2, Zr4O7(NO3)2 и Zr(OH)2(NO3)2.